# Storia della fisica

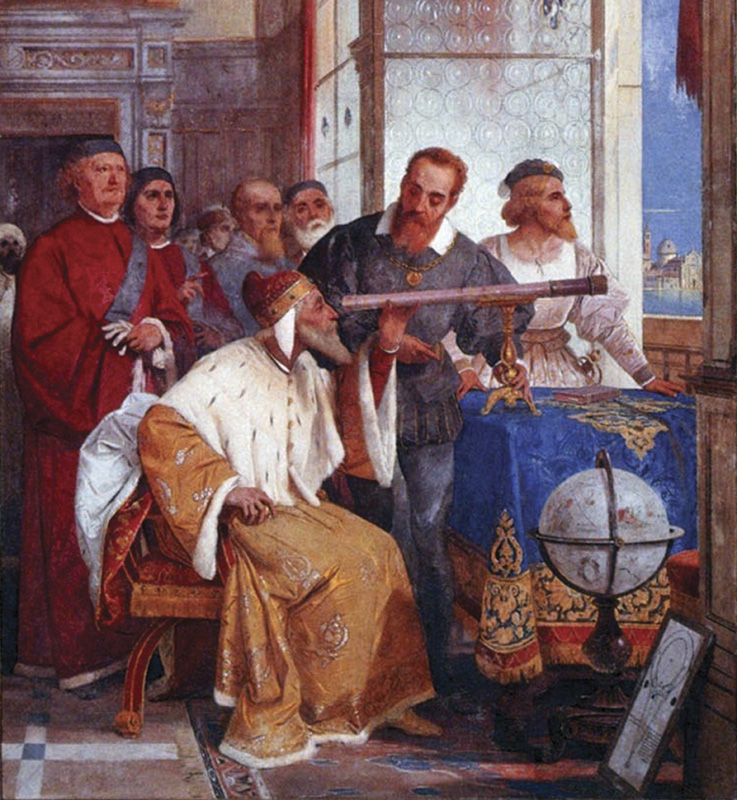
Galileo Galilei che mostra l'uso del cannocchiale al Doge di Venezia, affresco di Giuseppe Bertini

La storia della fisica abbraccia certamente un lungo arco temporale, ma non vi è accordo sulla data esatta della sua nascita: alcuni studiosi hanno sostenuto persino il suo inizio documentato nella Civiltà della valle dell'Indo, quando vennero utilizzate conchiglie per costruire strumenti per l'osservazione del cielo. 
Il progresso della scienza che oggi chiamiamo "fisica", a partire ufficialmente dalla rivoluzione scientifica nel XVII secolo con la formulazione del metodo scientifico e l'inizio della cosiddetta fisica classica e proseguito poi nel XX secolo e oltre con la fisica moderna, ha portato enormi sviluppi non solo in campo scientifico e filosofico, ma anche - per mezzo della tecnologia - grandi trasformazioni socio-economiche della società. 
Oggi la scienza fisica continua la sua evoluzione, e ancora numerose questioni devono essere comprese e studiate, come ad esempio la natura del vuoto e delle particelle subatomiche.

## Antichità e Medioevo

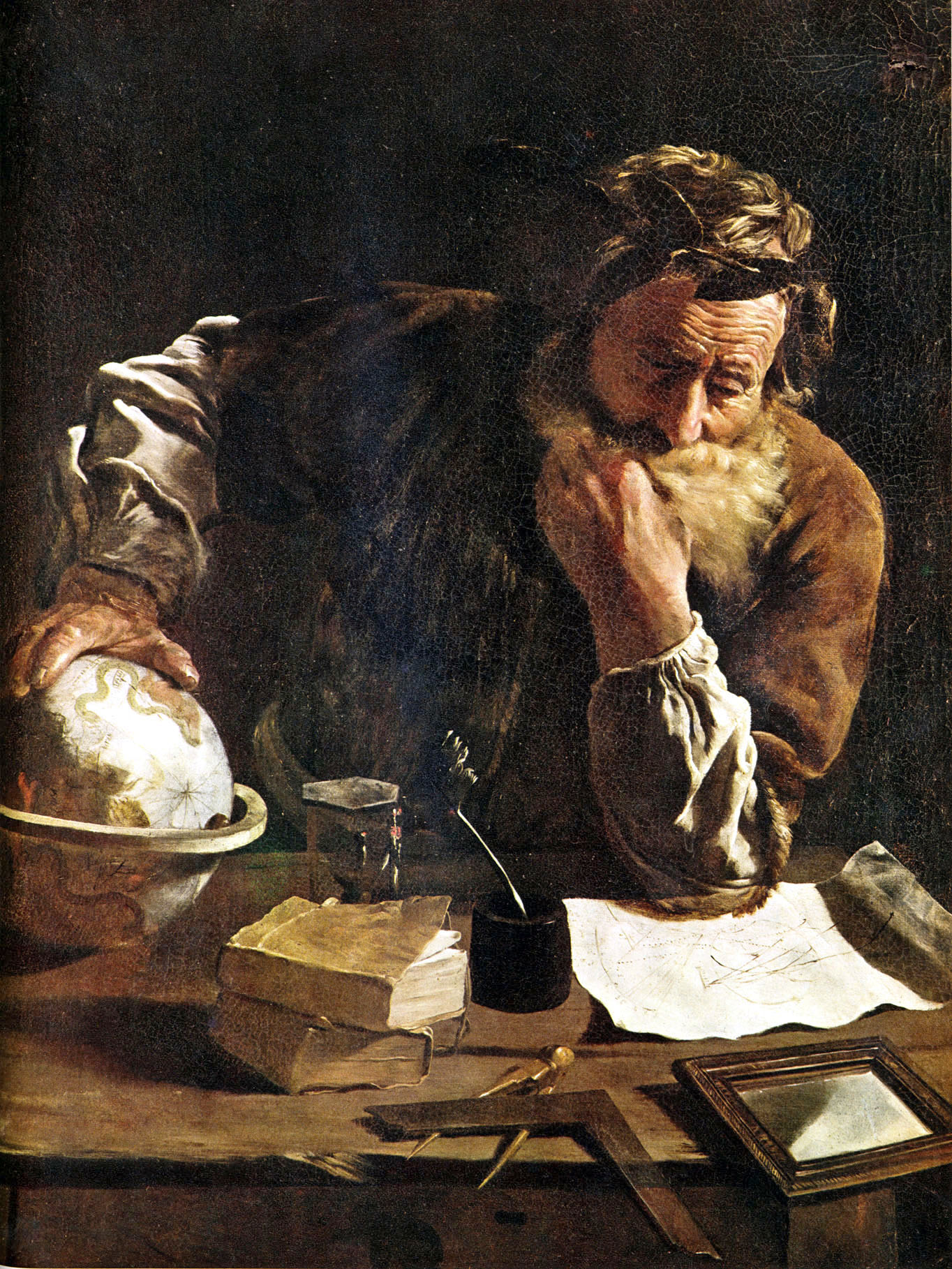
Archimede in un dipinto di Domenico Fetti (1620)

Anticamente la fisica era oggetto di indagini filosofiche, tanto che prima dello sviluppo della scienza moderna essa coincideva con la filosofia della natura, una disciplina considerata la controparte, o dai positivisti la precorritrice, di ciò che oggi si chiama scienza naturale.
Come sostenuto anche dalla «scuola sociologica» di Émile Durkheim, Lucien Lévy-Bruhl, ecc., il modo che avevano gli antichi di rapportarsi alla realtà può essere in un certo senso accostato, pur con vari distinguo, al pensiero magico e chiaroveggente dei popoli oggi detti «primitivi».
(Julius Evola, La tradizione ermetica, pp. 45-46, Bari, Laterza, 1931)
La fisica aristotelica studiava più che altro le qualità, o le essenze, del mondo naturale «sublunare», cioè situato al di sotto della zona d'influenza della Luna, contrapposto a quello celeste. Tali qualità consistevano principalmente nei quattro elementi classici, cioè terra, acqua, aria, fuoco, con cui veniva spiegata la natura di ogni movimento, ricondotto a sua volta a quattro cause fondamentali: formale, materiale, efficiente, e finale.
Uno studio matematizzato di fenomeni riproducibili appare nella civiltà greca in epoca ellenistica e porta alla nascita di una serie di discipline che se allora erano concepite come parte delle scienze matematiche, sono state poi incorporate nella fisica. Esse sono:

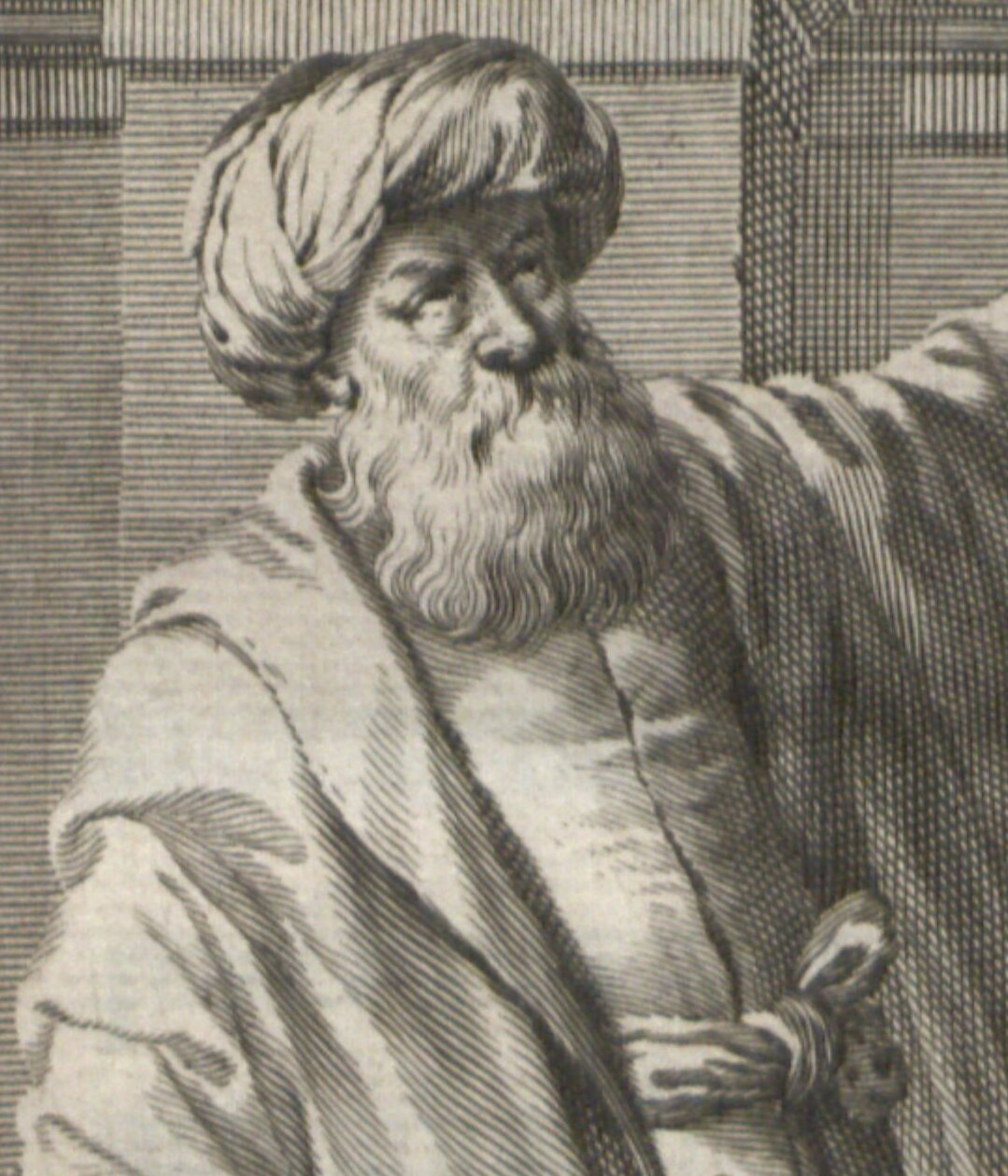
Alhazen

- La meccanica, nel cui ambito i principali risultati ottenuti riguardarono lo studio dell'equilibrio e il calcolo del vantaggio meccanico delle macchine semplici. Qualche risultato interessante (ad esempio ad opera di Stratone di Lampsaco) riguardò anche lo studio della caduta dei gravi.
- L'idrostatica, sviluppata soprattutto da Archimede;
- L'ottica, rivolta soprattutto allo studio dei fenomeni di riflessione e rifrazione; in questo ambito, grazie al teorema di Erone, si ottenne la prima applicazione alla fisica di un principio di minimo.
- La pneumatica, che è interessante soprattutto per lo sviluppo di una serie di apparecchi, che includevano ad esempio il termoscopio.

Le discipline precedenti si svilupparono nel Medioevo soprattutto grazie a una serie di scienziati del mondo islamico. Particolarmente rilevanti furono i risultati nell'ambito dell'ottica, grazie soprattutto a Ibn Sahl, nella cui opera troviamo la prima enunciazione di quella che viene chiamata legge di Snell della rifrazione, e ad Alhazen.
Le spiegazioni qualitative continuarono comunque nel Medioevo latino a prevalere su quelle quantitative, anche in ottica e meccanica. Con la diffusione delle correnti nominalistiche si ebbe tuttavia un superamento delle concezioni aristoteliche sul moto quando ad esempio Giovanni Buridano introdusse la teoria dell'impetus, basata sulle idee di Giovanni Filopono, come forza operante non solo nel mondo terrestre sublunare ma anche nel movimento di rivoluzione degli astri. Seppur ridicolizzata nei secoli a venire, la teoria dell'impeto anticipava concezioni affini a quella di inerzia, che di fatto avrebbe escluso ogni spiegazione vivente e panpsichica della natura.

## Dalla scuola galileiana a Newton

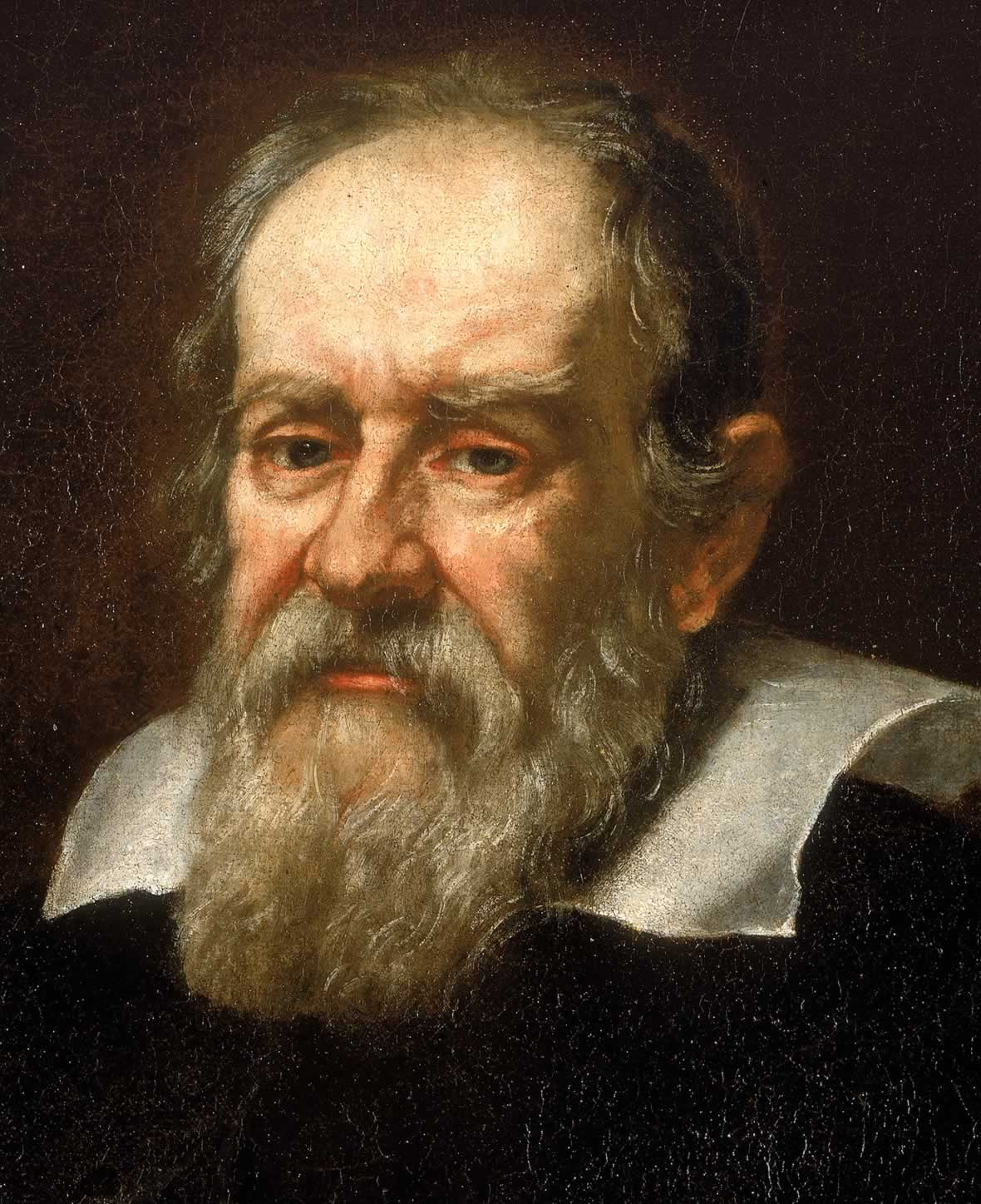
Galileo Galilei

Tra la fine del XVI secolo e l'inizio del secolo successivo vi è un salto di qualità nello sviluppo della fisica, rappresentato soprattutto da Galileo Galilei e la sua scuola, tra i cui rappresentanti vanno ricordati almeno Bonaventura Cavalieri e Evangelista Torricelli. 

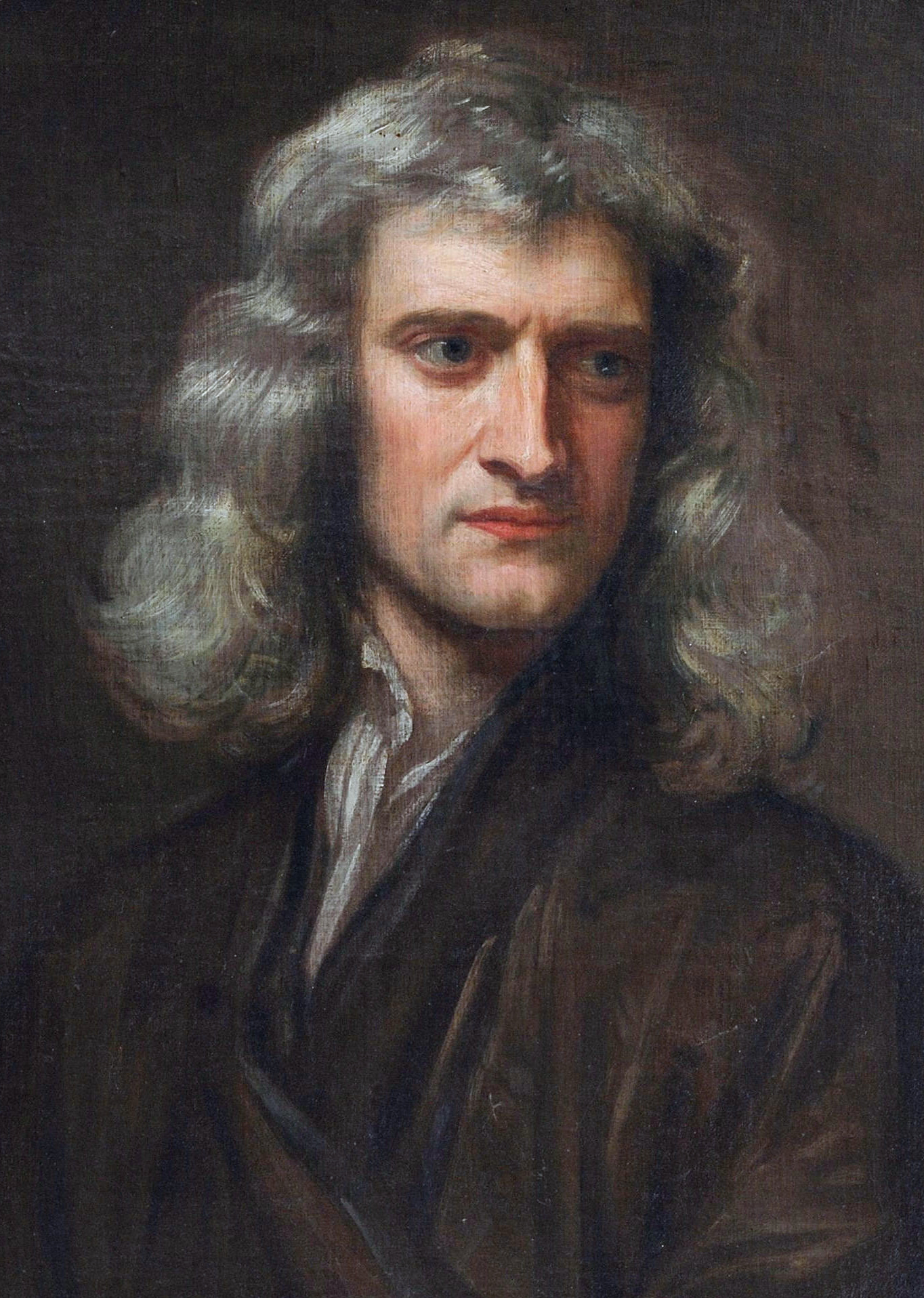
Isaac Newton

Le novità principali sono metodologiche: all'affermazione del metodo sperimentale (che tuttavia, come è sempre più chiaro, non era una novità assoluta) si accompagnano l'uso sistematico della matematica e lo sviluppo di strumenti scientifici: tra questi ultimi nella fase iniziale hanno particolare importanza il cannocchiale e il microscopio (detto "occhialino" da Galileo). Tra i risultati raggiunti i principali riguardarono il principio di inerzia, la legge del moto dei gravi, la scoperta della pressione atmosferica, il recupero dell'antica idrostatica, le scoperte astronomiche. Nello stesso periodo progrediscono anche gli studi di ottica: Thomas Harriot e Willebrord Snell riscoprono (o recuperano) la legge della rifrazione che era stata nota agli scienziati islamici e Francesco Maria Grimaldi scopre la diffrazione della luce.
Nella seconda metà del XVII secolo il baricentro delle ricerche scientifiche si sposta dall'Italia all'Europa settentrionale: soprattutto, in questa prima fase, nei Paesi Bassi e in Inghilterra. Il centro dell'interesse continua ad essere costituito da meccanica e ottica. Grazie a scienziati come Christiaan Huygens e Robert Hooke gli studi sui fenomeni di interferenza e diffrazione fanno nascere la teoria ondulatoria della luce, si chiarisce il ruolo dell'accelerazione vettoriale in dinamica e si comincia ad abbozzare una teoria della gravitazione. Infine Isaac Newton, nei Philosophiae Naturalis Principia Mathematica (1687) e nell'Opticks, realizza una nuova sintesi della fisica che avrà un enorme successo. La prima opera costituisce un progresso essenziale rispetto a tutta la meccanica precedente, fornendo un quadro unitario nel quale è possibile dedurre dai famosi tre principi della dinamica e dalla legge di gravitazione universale tutte le caratteristiche note dei moti planetari (e dei satelliti). Più discutibile è il ruolo dell'opera di ottica, che se da una parte riesce a spiegare in modo unitario molti fenomeni, dall'altra bloccherà per qualche tempo lo sviluppo dell'ottica ondulatoria, che Newton aveva rifiutato.

## XVIII e XIX secolo: la fisica classica

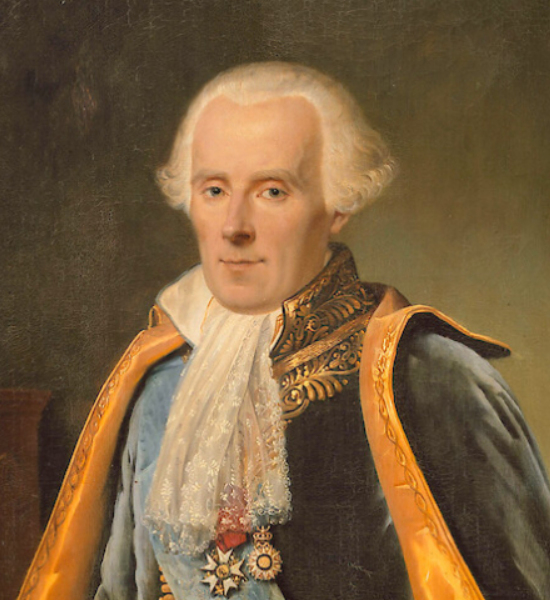
Pierre-Simon Laplace

In questi due secoli viene formandosi l'edificio ancora chiamato "fisica classica": alla meccanica e all'ottica, che progrediscono in modo sostanziale, si affiancano settori completamente o essenzialmente nuovi: l'acustica, la termodinamica e lo studio dei fenomeni elettrici e magnetici.
Alla meccanica newtoniana, basata essenzialmente su metodi geometrici, venne sostituita la meccanica analitica, costruita con strumenti matematici più potenti e capace di spiegare i fenomeni della meccanica celeste anche al di fuori delle semplificazioni operate da Newton. Tra i fondatori dei nuovi metodi vanno citati almeno Joseph-Louis Lagrange e Pierre Simon Laplace.
Lo studio dei fenomeni ottici riaprì lo studio dell'ottica ondulatoria, che ricevette una formulazione coerente ed unitaria grazie a scienziati come Thomas Young e Augustin-Jean Fresnel. 
Il primo passo verso lo sviluppo della termodinamica può forse essere considerato la dimostrazione, dovuta Benjamin Thompson nel 1798, che è possibile convertire lavoro meccanico in calore. La termodinamica si sviluppò poi nel corso del XIX secolo. Tra i suoi fondatori ricordiamo almeno Jean Baptiste Joseph Fourier, Sadi Carnot, Joule e Lord Kelvin.
Gli studi sui fenomeni elettrici e magnetici rappresentarono a lungo un settore marginale della fisica, che si occupava di spiegare le proprietà delle calamite e l'attrazione tra oggetti elettrizzati per strofinio, o di trovare il modo di provocare piccole scosse elettriche dimostrative. L'ingresso dei fenomeni elettrici tra i settori di rilievo della fisica avvenne nel 1800, quando l'invenzione della pila da parte di Alessandro Volta permise la prima produzione di una corrente elettrica.
Nel 1821, il fisico e chimico inglese Michael Faraday integrò gli studi sul magnetismo con quelli sull'elettricità. Questo fu fatto dimostrando che un magnete in movimento induceva una corrente elettrica in un conduttore. Faraday formulò anche una concezione fisica dei campi elettromagnetici. James Clerk Maxwell costruì sopra questa concezione, nel 1864, una serie di 20 equazioni interconnesse che spiegavano le interazioni tra campi elettrici e magnetici. Queste 20 equazioni furono poi ridotte, usando il calcolo vettoriale, a una serie di quattro equazioni da Oliver Heaviside.
Oltre agli altri fenomeni elettromagnetici, le equazioni di Maxwell possono essere usate anche per descrivere la luce. La conferma di questa osservazione giunse nel 1888 con la scoperta da parte di Heinrich Hertz delle onde che furono dette hertziane e nel 1895 quando Wilhelm Roentgen rintracciò i raggi X, che si rivelarono poi una radiazione elettromagnetica ad alta frequenza.

## La nascita della microfisica

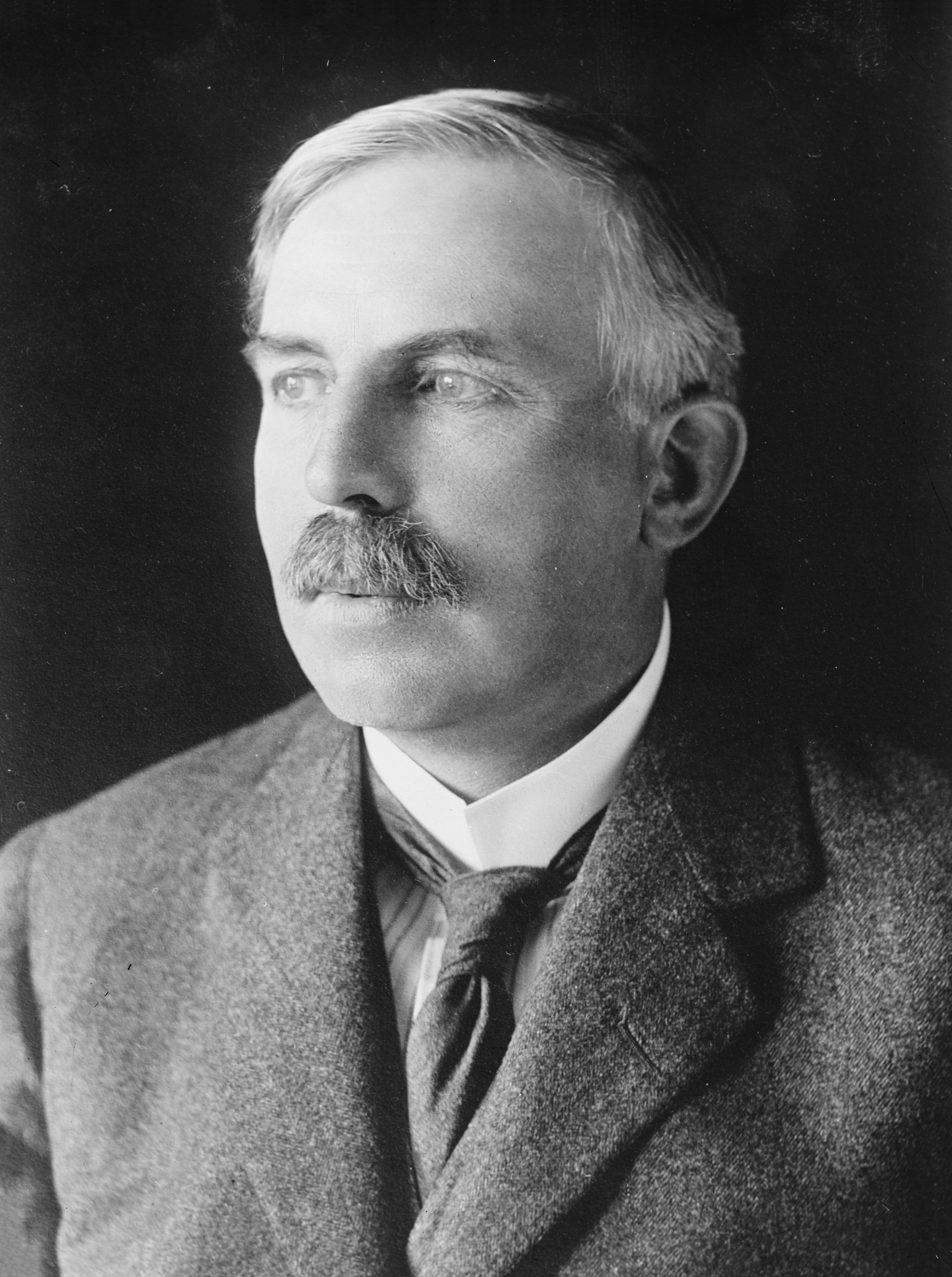
Ernest Rutherford

Alla fine dell'Ottocento, grazie a Ludwig Boltzmann, nacque la meccanica statistica.
La radioattività fu scoperta nel 1896 da Henri Becquerel, e successivamente studiata da Marie Skłodowska Curie, Pierre Curie, e altri. Da qui nacque il campo della fisica nucleare.
Nel 1897, Joseph J. Thomson scoprì l'elettrone, la particella elementare portatrice della corrente elettrica nei circuiti. Nel 1904, egli propose il primo modello di atomo, conosciuto come modello atomico di Thomson (in inglese modello plum pudding, budino di prugne). L'esistenza dell'atomo era stata proposta già nel 1808 da John Dalton.
Queste scoperte rivelarono che l'assunzione da parte di molti fisici che l'atomo fosse l'unità base della materia aveva dei difetti, e incoraggiò ulteriori studi sulla struttura degli atomi.
Nel 1911, Ernest Rutherford dedusse da suoi esperimenti l'esistenza di un nucleo atomico compatto con carica positiva.

## Il XX secolo: la fisica moderna

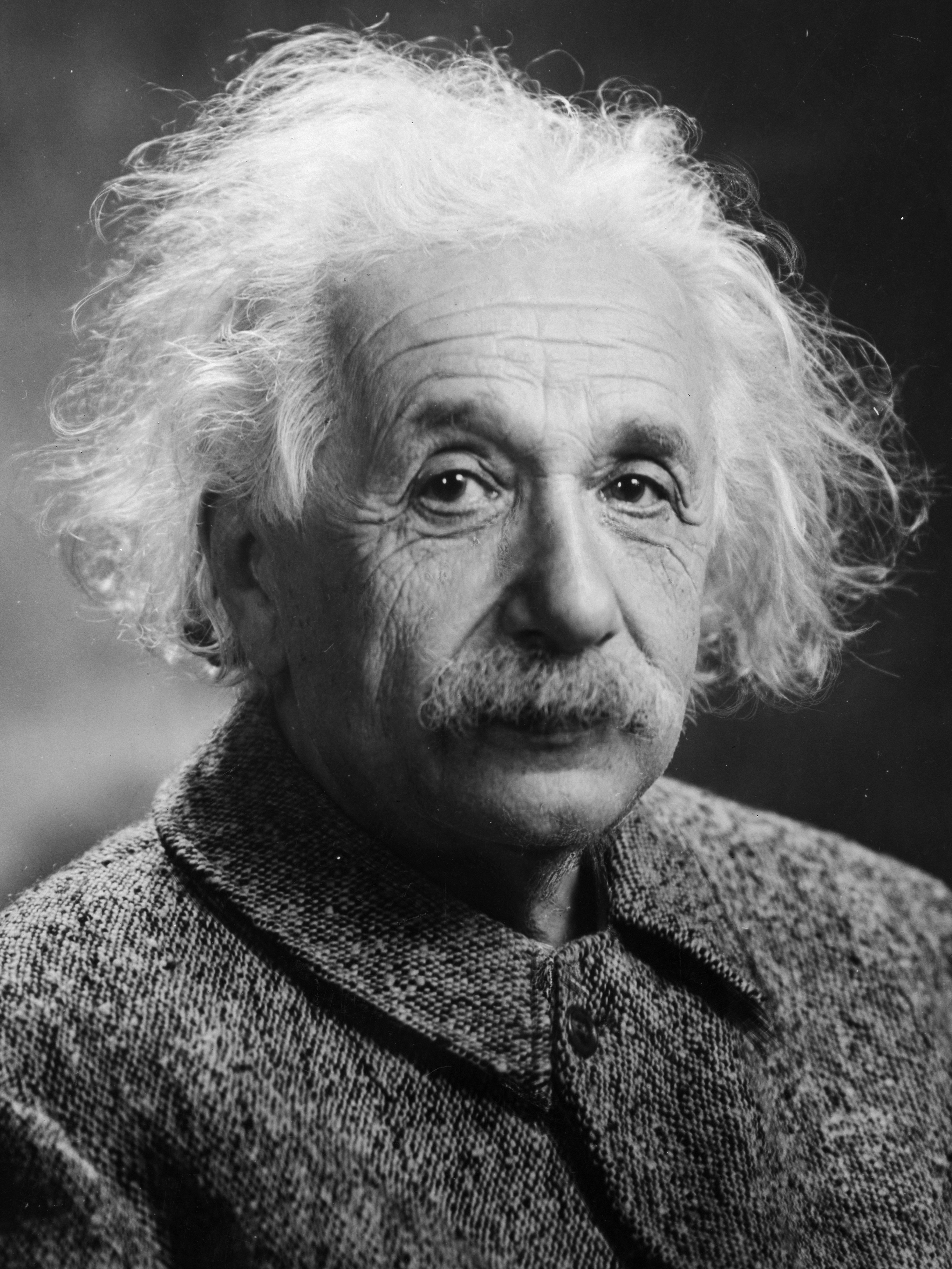
Albert Einstein

La capacità di descrivere la luce in termini elettromagnetici fornì un trampolino di lancio per Albert Einstein per pubblicare la sua teoria della relatività ristretta nel 1905. Questa teoria combina la meccanica classica con le equazioni di Maxwell. 
La teoria della relatività ristretta unifica lo spazio e il tempo in un'unica entità, lo spaziotempo. La relatività prescrive una trasformazione differente fra sistemi di riferimento inerziali rispetto alla meccanica classica; questo richiese lo sviluppo della meccanica relativistica per rimpiazzare quella classica. Nel regime delle velocità molto basse (rispetto a quella della luce), le due teorie portano agli stessi risultati. Einstein lavorò ulteriormente sulla teoria ristretta includendo la gravità nei suoi calcoli, e pubblicò la sua teoria della relatività generale nel 1915.
Una parte della teoria della relatività generale consiste nell'Equazione di campo di Einstein. Questa descrive la curvatura dello spaziotempo, in funzione della densità di materia, dell'energia e della pressione, rappresentati tramite il tensore stress-energia, e forma la base della relatività generale. Ulteriori ricerche dell'equazione di campo di Einstein produssero risultati che predicevano il Big Bang, i buchi neri, e l'espansione dell'universo. Einstein credeva in un universo statico e provò (fallendo) a ritoccare le sue equazioni in questa direzione. Comunque, dal 1929 le osservazioni astronomiche di Edwin Hubble suggerirono che l'universo fosse in espansione.
I neutroni, il costituente nucleare neutro, furono scoperti nel 1932 da James Chadwick. L'equivalenza di massa ed energia (Einstein, 1905) fu spettacolarmente dimostrata durante la seconda guerra mondiale, come ricerca sulla fisica nucleare condotta da entrambi gli schieramenti, con lo scopo di creare una bomba nucleare. Il tentativo tedesco, condotto da Heisenberg, non ebbe successo, ma gli Alleati, col Progetto Manhattan capitanato dal fisico statunitense J. Robert Oppenheimer raggiunsero l'obiettivo. In America, una squadra capeggiata da Enrico Fermi realizzò la prima reazione a catena nucleare nel 1942, e nel 1945 la prima bomba nucleare della storia fu detonata nel trinity test, nel poligono di Alamogordo, Nuovo Messico.

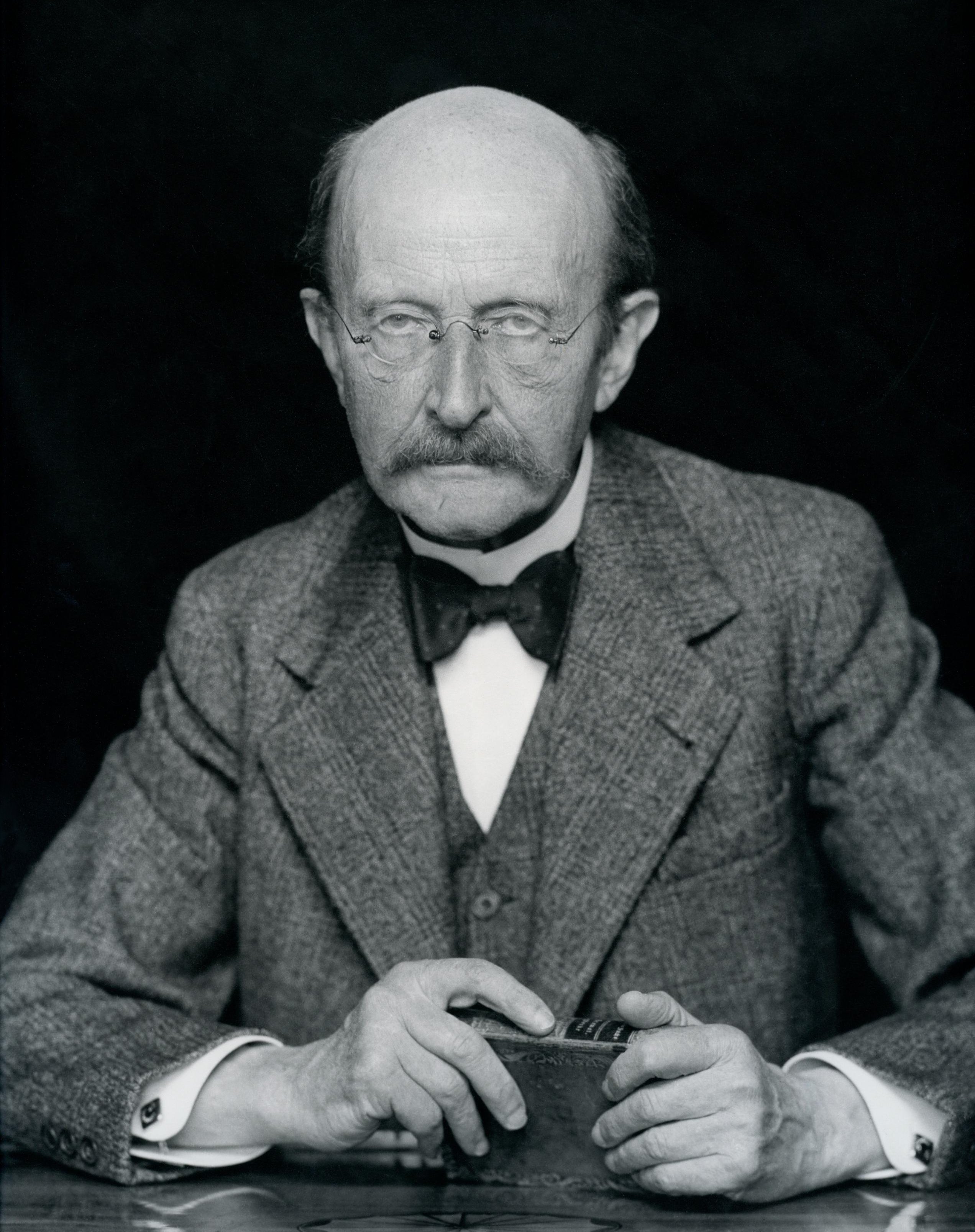
Max Planck, nel 1938.

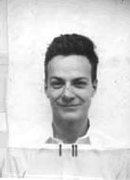
Richard Feynman

Nel 1900, Max Planck fornì la sua spiegazione della radiazione del corpo nero. Questa equazione suppone che i radiatori sono quantizzati in natura, con questo studio ebbe inizio la meccanica quantistica. Cominciando nel 1900, Planck, Einstein, Niels Bohr, e altri svilupparono teorie quantistiche per spiegare vari risultati sperimentali anomali introducendo livelli energetici distinti. Nel 1925, Werner Karl Heisenberg e nel 1926, Erwin Schrödinger e Paul Dirac formularono la meccanica quantistica, che spiegava le precedenti teorie quantistiche euristiche. In meccanica quantistica, i risultati delle misurazioni fisiche sono inerentemente probabilistici; la teoria descrive il calcolo di queste probabilità. Descrive con successo il comportamento della materia in una scala di distanze molto piccola. Durante gli anni venti Erwin Schrödinger, Werner Karl Heisenberg, e Max Born riuscirono a formulare un quadro coerente del comportamento chimico della materia, una teoria completa della struttura completa dell'atomo, come sottoprodotto della teoria dei quanti. 
La teoria quantistica dei campi fu formulata in modo da estendere la meccanica quantistica ad essere coerente con la relatività ristretta. Fu inventata verso la fine degli anni quaranta grazie al lavoro di Richard Feynman, Julian Schwinger, Sin-Itiro Tomonaga, e Freeman Dyson. Essi formularono la teoria dell'elettrodinamica quantistica, che descrive l'interazione elettromagnetica, e spiega con successo lo spostamento di Lamb. La teoria di campo quantistica fornì l'ossatura per la moderna fisica delle particelle, che studia le forze fondamentali e le particelle elementari.
Chen Ning Yang e Tsung-Dao Lee, negli anni cinquanta, scoprirono una inaspettata asimmetria nel decadimento di una particella subatomica. Nel 1954, Yang e Robert Mills svilupparono poi una classe di teorie di scala che fornirono l'ossatura per comprendere le forze nucleari. La teoria per la forza nucleare forte fu proposta per primo da Murray Gell-Mann. La forza elettrodebole, l'unificazione della forza nucleare debole con l'elettromagnetismo, fu proposta da Sheldon Lee Glashow, Abdus Salam e Steven Weinberg. Questo portò al cosiddetto Modello Standard della fisica particellare degli anni settanta, che descrive con successo tutte le particelle elementari osservate fino a quel momento. Nel 1964, fu scoperta da James Watson Cronin e Val Fitch la simmetria CP.

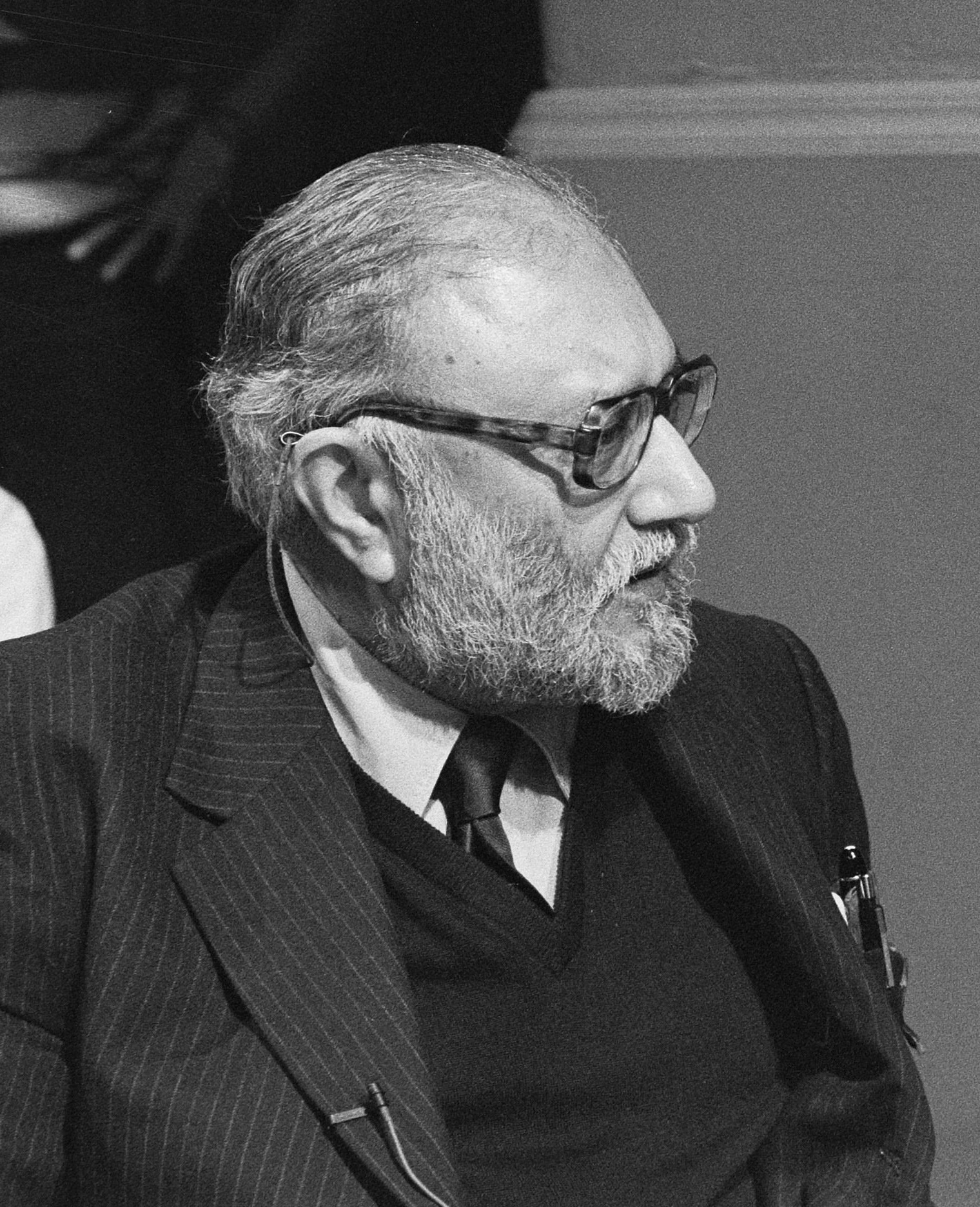
Abdus Salam

La meccanica quantistica fornisce anche gli strumenti teorici per la fisica della materia condensata, la cui branca più ampia è la fisica dello stato solido. Essa studia il comportamento fisico dei solidi e dei liquidi, inclusi fenomeni come strutture cristalline, semiconduttività, e superconduttività. Fra i pionieri della fisica della materia condensata c'è Felix Bloch, che creò una descrizione in meccanica quantistica del comportamento degli elettroni in strutture cristalline nel 1928. Il transistor fu sviluppato dai fisici John Bardeen, Walter Houser Brattain e William Bradford Shockley nel 1947 presso i Bell Telephone Laboratories.
I due temi del XX secolo, relatività generale e meccanica quantistica, sembrano incompatibili. La relatività generale descrive l'universo nella scala di misura di pianeti e sistemi solari mentre la meccanica quantistica opera su scale subatomiche. Questa competizione è oggi attaccata dalla teoria delle stringhe, che considera lo spaziotempo composto, non di punti, ma di oggetti monodimensionali, le stringhe appunto. Le stringhe hanno proprietà simili alle comuni stringhe che conosciamo (es. tensione e vibrazione). Le teorie sono promettenti, ma non hanno ancora effetti rilevabili. La ricerca della verifica sperimentale della teoria delle stringhe è tuttora in corso.
Le Nazioni Unite hanno dichiarato l'anno 2005, il centenario dell'annus mirabilis di Einstein, Anno Internazionale della Fisica.

### Dalla teoria del caos, alla fisica cibernetica e alla teoria della complessità

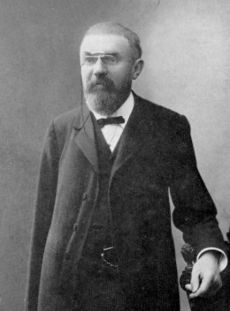
Henri Poincaré

Nella seconda metà del XX secolo, l'invenzione del computer portò a un terzo cambio di paradigma in fisica (e nella scienza in generale): la teoria del caos. La sua origine viene fatta risalire al 1963, quando Edward Lorenz pubblicò un articolo su quello che sarebbe poi diventato noto come l'attrattore di Lorenz: in un sistema di tre equazioni differenziali ordinarie non lineari (versione estremamente semplificata di equazioni usate in meteorologia), si osservava che piccole variazioni delle condizioni iniziali portavano a conseguenze imprevedibili. Fu quindi la nascita del concetto di caos deterministico, anche se possono essere individuati diversi precursori, come gli studi di Poincaré sul problema dei tre corpi o il cosiddetto problema di Fermi-Pasta-Ulam-Tsingou.
Il computer permise infatti, per la prima di volta, di analizzare il comportamento non lineare di sistemi fisici anche apparentemente banali (come il doppio pendolo), non investigabile con i metodi puramente analitici, mettendo in evidenza come da equazioni semplici possano derivare comportamenti estremamente complessi. Dopo un iniziale periodo, in cui la teoria del caos sembrava poco più che una curiosità per matematici, si iniziò a osservare e studiare il comportamento caotico in un gran numero di ambiti della fisica classica (fluidodinamica, geofisica, meccanica celeste), di quella moderna (fisica della materia condensata, ottica non lineare, biofisica), ma anche di altre scienze e discipline (chimica, dinamica delle popolazioni, economia, sociologia), accomunati tutti dal concetto di complessità: il comportamento generale del sistema non è dato semplicemente dalla somma dei comportamenti delle sue componenti. I sistemi complessi vengono quindi analizzati con un approccio emergente, contrario a quello riduzionista che per molto tempo (e in parte ancora oggi) ha dominato in fisica delle particelle e delle interazioni fondamentali.

### Testi di storia della fisica
- Antonio Carnevale-Arella Storia dell'elettricità t.1 (1839)
- (FR)  Ferdinand Hoefer Histoire de la physique et de la chimie depuis les temps les plus reculés jusqu'à nos jours [collegamento interrotto] (Paris: Hachette, 1872)
- (FR)  Johann Christian Poggendorff Histoire de la Physique[collegamento interrotto] (Paris: Dunod, 1883)
- (EN)  Florian Cajori A history of physics in its elementary branches, including the evolution of physical laboratories (New York, The Macmillan Company, 1899)
- (EN)  Arthur Schuster The progress of physics, during 33 years (1875-1908) (Cambridge, University Press, 1911)
- (EN)  Lucien Poincaré The new physics and its evolution (New York, Appleton, 1908)
- (EN)  Alexander Macfarlane Lectures on ten British physicists of the nineteenth century (New York, John Wiley & sons, 1916)
- (EN)  Paul Fleury Mottelay Bibliographical history Of Electricity And Magnetism (Griffin, 1922)
- (EN)  Max von Laue History of Physics (New York, Academic Press, 1950)